# شونن جمب
 شونن جمب (بالإنجليزية: Shonen Jump)‏ هي مجلة شهرية للمانغا التي تحكي قصص الشونن، أصدرتها شركة فيز ميديا (بالإنجليزية: Viz Media)‏ في أمريكا الشمالية في نوفمبر 2002 م وهي مستوحاة من مجلة ويكلي شونن جمب (بالإنجليزية: Weekly Shōnen Jump)‏ (باليابانية: 週刊少年ジャンプ شوكان شونِن جانبو) اليابانية الأسبوعية التي تصدرها شركة شويشا (بالإنجليزية: Shueisha)‏، تم تعديلها لتصبح أكثر ملائمة للقارئ الأمريكي وأصبحت تصدر بشكل شهري منذ العدد النظامي الأول لها في يناير 2003، تقدم المجلة حلقات متسلسلة سبع مسلسلات مانغا كما تحتوي على مقالات متعلقة باللغة اليابانية وتعلمها وعن الحضارة اليابانية.
قامت شركة فيز ميديا قبيل إصدار المجلة بعمل حملة دعائية هائلة لضمان نجاح هذه المجلة وذلك عقب فشل عدة محاولات سابقة لإصدار مجلات ودوريات شبيهة، وقد قامت شركة شويشا بشراء حصة في شركة فيز ميد وذلك لتمويل المشروع وغدا كل من كارتون نيتورك (بالإنجليزية: Cartoon Network)‏ وسن كوست و (بالإنجليزية: Suncoast)‏ ودايموند ديستربيوتر (بالإنجليزية: Diamond Distributors)‏ مسوقين أساسيين لهذه المجلة.
تستهدف هذه الشريحة فئة البالغين اليافعين من الذكور وتطلب العدد الأول تكرار الطباعة 3 مرات حتى تناسب متطلبات السوق، وبيع من العدد الأول 000’300 نسخة وقد منحت المجلة جائزة (بالإنجليزية: Comic Product of the Year)‏ في ديسمبر 2002 واستمرت المبيعات بنجاح بحوالي 000’215 عدد لكل إصدار، يذكر أن أكثر من نصف مبيعات الأعداد تذهب من خلال المشتركين الدوريين والباقي يتم بيعه من خلال المحال التجارية.

## تاريخ
في حزيران 2002 صرحت شركة ميديا فيز (التي كانت تعرف ب«ميديا كوميونيكيشن» وشركة شويشا عن عزمهما إصدار مجلة شونن جمب في أمريكا الشمالية كنسخة إنجليزية من مجلة ويكلي شونن جمب ال يابانية ووقعت كل من كارتون نيتورك (بالإنجليزية: Cartoon Network)‏ وسن كوست و (بالإنجليزية: Suncoast)‏ ودايموند ديستربيوتر (بالإنجليزية: Diamond Distributors)‏ عقوداً مسوقين أساسيين لهذه المجلة، لم تلجأ شركة ميديا فيز إلى اعتماد الترجمة الحرفية للمجلة اليابانية بل قامت باختيار الموضيع والمسلسلات التي احست بأن القارئ الأمريكي سيكون أكثر إقبالاً عليها، وقامت باعتماد الإصدار الشهري بدلاً من الأسبوعي ليلائم نظام التوزيع الموجود في أمريكا.
في شباط 2005 أعلنت شركة فيز ميديا عن إصدار مجلة شوجوو بيت الشهرية كمجلة شقيقة لشونن جمب وتتستهدف القراء الإناث اليافعين، وقد صدر العدد الأول منها في حزيران عام 2005 ويباع منها حوالي 000’38 عدد بشكل دوري.

## المحتويات
يأتي الجزء الأكبر من محتوى المجلة من حلقات من 7 أعمال مانغا تنشر بشكل متسلسل، استضافت المجلة حتى الآن 14 عمل مانغا مختلفاً؛ 7 ممنها قد تمت و 7 أخرى مازلات قيد النشر، كما تحتوي المجلة على عدد من المقالات التي تتحدث عن آخر أعمال المانغا والأنمي والمنتجات وألعاب الكمبيوتر المتعلقة بها، كما تتضمن دروساً عن اللغة اليابانية وعن الحضارة ومختلف جوانب الفنون والثقافة، وتستضيف المجلة مقابلات مع رسامين وفنانين ممن يعملون في مجال المانغا والأنمي، وتصدر المجلة أعداداً خاصة عدة مرات خلال السنة أسوة بالمجلة الأم ويكلي شونن جمب اليابانية.
من الأعمال التي استضافتها المجلة:
- نيفرلاند الموعودة
- دراغون بول
- ساند لاند
- ون بيس
- يو يو هاكوشو
- يو-غي-يوه
- ناروتو
- شامان كينج
- هيكارو نو غو
- يو غي أوه - ملينيوم وورلد
- جينتاما
- يو-غي-أوه
- بوبوبو-بو بو-بوبو
- بليتش
- سلام دانك (مانغا)
- تيغامي باتشي
- كاتيكيو هيتمان ريبورن!
- دي جرايمان
- Mx0
- باكومان
- بلاك كات
- القناص (مانغا)
- روروني كينشين
- بوسو رينكين
- ميداكا بوكس
- حفيد نوراريهيون
- مفكرة الموت
- بوكو نو هيرو اكاديميا
- بلاك كلوفر

## وصلات خارجية
- شونن جمب على موقع ANN manga (الإنجليزية)

- الموقع الرسمي